# Разрыв отношений
Разры́в отноше́ний, часто называемый просто расстава́нием — это прекращение интимных отношений в любом понимании, отличном от смерти. В разговорной речи такое действие, когда оно инициировано одним из партнёров, может быть представлено глаголом «бросить [кого-то]». Термин меньше применим к супружеской паре, где расставание обычно называется раздельное жительство или разводом. Когда распадается помолвленная пара, то, как правило, это называется «расстроить помолвку».
Сьюзи Орбах (1992) утверждала, что распад отношений уровня ухаживания и сожительства может быть таким же болезненным (или даже более болезненным), чем развод, потому что эти внебрачные отношения менее признаны обществом.

## Модели
Несколько психологических моделей предложены для объяснения процесса разрыва отношений, и многие предполагают, что «распад отношений происходит поэтапно».

### Этапы, ведущие к разрыву
L. Lee предлагает пять стадий, приводящих в конечном счете к расставанию.
1. Неудовлетворённость — у одного или обоих партнеров растёт недовольство отношениями
2. Экспозиция — обоим партнёрам взаимно становится известно о проблемах в отношениях
3. Переговоры — оба партнера пытаются согласовать решение проблем
4. Резолюция и трансформация — оба партнера применяют результат их переговоров
5. Прекращение — провал исправления проблем по предложенной резолюции и непринятие или неприменение дальнейших решений

### Цикл разрыва
Стив Дак (Steve Duck) очерчивает шестиступенчатый цикл разрыва отношений, включающий
1. Неудовлетворенность в отношениях
2. Социальная самоизоляция
3. Обсуждение причин недовольства
4. Публичная огласка
5. Приборка в воспоминаниях
6. Восстановление чувства собственной социальной значимости

### Факторы, прогнозирующие разрыв до брака
Рубин Хилл (Hill, Rubin) и Летита Пеплау (Peplau Letita) определили 5 факторов, которые прогнозируют распад до брака:
1. Неравное участие в отношениях
2. Разница в возрасте
3. Образовательные стремления
4. Уровень интеллекта
5. Физическая привлекательность

## Uncoupling theory
В 1976 году социолог Диана Воган (Diane Vaughan) предложила «теорию рассоединения (uncoupling theory)», в которой существует «поворотный момент» в динамике разрыва отношений — определённый момент, когда они «знали, что отношения окончены», когда «всё умерло внутри» — следующий за переходным периодом, в котором один из партнёров подсознательно чувствует, что отношения идут к концу, но удерживает их в течение длительного периода, даже в течение многих лет.

## Осознанное расставание
Кэтрин Вудворд Томас, лицензированный терапевт по вопросам брака и семьи, создала термин "сознательное расставание" в 2009 году. Томас начала преподавать этот новый подход к разводу студентам во всем мире.
Этот метод получил широкую популярность благодаря Гвинет Пэлтроу, которая использовала эту термин для описания своего развода с Крисом Мартином. Когда Пэлтроу впервые опубликовала новость о своем разводе, она попросила своих врачей Хабиба Садеги (под чутким руководством которого она проходила через свой бракоразводный процесс) и его жену, доктора Шерри Сами, объяснить процесс осознанного расставания. "Процесс осознанного расставания - это возможность понять, что каждое раздражение и спор (во время брака) являются сигналом для того, чтобы заглянуть в себя и найти отрицательный внутренний объект, нуждающийся в исцелении, - объяснил Садеги. - С этой позиции, нет виноватых, есть только два человека, и все связано с этими людьми, как личностями, а не с их отношениями".

## Фазы горя
Сюзан Эллиотт (Susan J. Elliott), психотерапевт, помогающий справиться с утратой близкого человека (grief counselor) и эксперт по расставаниям, пишет, что эмоции горя после расставания, по существу, такие же, как при любых других горестных процессах. На её исследовании отразилось то, что Рафаэль Беверли (Beverley Raphael) сравнивал процесс горя как «фазы», а не «стадии». Эллиотт, которая широко исследовала горе, пишет, что фазы горя от расставания это «Шок и Неверие», «Проверка и Болезненное оставление» и «Реорганизация, Интеграция, и Принятие». Любая из этих трех фаз может быть пропущена, может повторяться или может быть переставлена в зависимости от ситуации и личности.

## Статистика
Согласно Джону Фетто, в исследовании, проведённом eNation, обнаружили, что почти одна треть всех американцев пережили расставание в течение последних десяти лет. Он также обнаружил, что чем моложе человек, тем больше шансов, что он испытал более одного распада в последнее десятилетие. Предполагается, что это из-за того что молодые люди ходят на свидания более активно, чем старшие поколения.

## Восстановление
В зависимости от эмоциональной привязанности, исцеление после распада может быть длительным процессом с несколькими этапами, которые могут включать: предусмотрение достаточного времени для восстановления, улучшение внутриличностных отношений и, наконец, нахождение мотивации, необходимой для выбрасывания из головы расставания как такового.